# Илко Василев
Илко Бончев Василев е български зоолог, професор.

## Биография
Роден е на 27 май 1931 година в Червен бряг в семейството на интелектуалци. Майка му Веселина Илиева Денева – Велчева завършва българска филология и история при акад. Александър Теодоров-Балан в Софийския университет Св. Климент Охридски. Баща му Бончо Василев Велчев завършва право. Илко Василев израства в Червен бряг, където завършва основно образование. Майка му работи като учителка по български език и литература и история в Търговската гимназия в града. Баща му е юрист-консулт. Илко има и брат – Цветан Бончев, с една година по-голям от него, който като завършва основното си образование, заминава в София и там завършва II мъжка гимназия. След една година Илко го последва и завършва същата гимназия. Цветан записва физика във Физико-математически факултет към Софийския университет. След като завършва става асистент в същия факултет, след време става професор, член-кореспондент, единственият български представител в атомната комисия в Дубна.
Първоначално Илко записва ВИТИЗ без знанието на родителите си и така учи една година без да казва, но баща му идва един ден от Червен бряг и като узнава какво учи малкият му син, казва че не иска циркаджии в семейството си. Тогава почти насила записват Илко в Биологическия факултет към СУ. След като го завършва се оказва, ще това е неговото призвание. Става асистент към същия факултет, след време става професор и доктор на биологичните науки. Проф. д.б.н. Илко Василев е завеждащ катедрата по зоология на СУ дълги години.
След като завършва бива назначен за учител по биология в Благоевград. В града се запознава с бъдещата си съпруга Мария Николова Васева. Женят се и им се ражда дъщеря – Веселина. По това време Илко, който безумно обича животните, решава да създаде зоологическа градина в Благоевград. По негово искане тогавашното ръководство отпуска терен за построяването и. Тогава Илко, неговия близък приятел Костадин Миладинов и още един-двама мъже започват изграждането на градината, сами със собствените си ръце. Ходели до други зоологически градини в България от където започват да събират животни.
Горе-долу по същото време, лъвицата ражда и Илко взема едно женско малко лъвче и започва да го отглежда вкъщи. Кръщава го Кения. Завързва се едно необичайно силно приятелство между двамата. Тя го следва навсякъде, ходят заедно по улиците, като стават атракция за града. Лъвчето обаче расте и когато на Илко се налага да пътува из страната за други животни няма кой да го гледа, така един ден той решава да върне Кения при майка и, но лъвицата не я познава и я разкъсва.
Илко, жена му Мария и дъщеря им Веселина се местят в София през 1964 г. когато Илко е поканен за преподавател в града. Той въпреки разстоянието непрекъснато продължава да се интересува, да се грижи и да помага на създадената от него зоологическа градина. По-късно отстъпва поста си на директор на Зоопарк Благоевград на своя приятел и колега Костадин Миладинов и става преподавател в СУ. Въпреки че е живял в София, страстта му към Благоевград не умира и през - години прави опит за създаването на розариум в града, но идеята и до днес остава недовършена, въпреки започналото изграждане.
Илко Василев умира на 15 юли 2002 година в София.